# Hermilio Alcalde del Río
Hermilio Alcalde del Río (Villamediana,  Palència, 1866 - Torrelavega, Cantàbria, 1947) va ser un arqueòleg  espanyol que va estar a càrrec de la direcció de l'Escola d'Arts i Oficis de Torrelavega durant gairebé 50 anys. Va ser alcalde de Torrelavega entre 1920 i 1922.

## Biografia
Nascut a la localitat  Palència de Villamediana, molt aviat es va traslladar a Torrelavega (Cantàbria) acompanyat de la seva mare viuda Inicia la seva activitat arqueològica en 1902 quan acompanya Augusto González de Linares a  Altamira. En 1903 inicia pel seu compte la localització de gran nombre de cavitats de Cantàbria amb art rupestre com la cova de Hornos de la Peña, cova de Covalanas, cova del Haza, cova de Santián, cova de la Clotilde, cova de la Meaza i els gravats rupestres de cova del Pendo.
nos
També va treballar en l'orient  asturià, on localitza els conjunts de pintures i gravats de cova del Pindal, cova de Mazaculos II, cova del Quintanal, Cova de La Loja o l'excavació del Castell de Peña Manil. Al costat de Hugo Obermaier i P. Wernert descobreix la part occidental de la Cova de La Pasiega (galeria C) en 1911. El volum d'informació aportat per la investigació d'Alcalde del Riu és enorme, però a més d'això publica a 1906 Les pintures i gravats de les cavernes prehistòriques de la província de Santander: cova d'Altamira, Cova de Covalanas, cova de Hornos de la Peña, Cova d'El Castillo i més endavant col·labora en altres publicacions com Els Cavernes de la région cantabrique (Espagne) en 1911 al costat de Henri Breuil i L. Serra. Aquesta última obra segueix sent avui un treball essencial sobre art rupestre paleolític a la regió Cantàbrica.
Alcalde del Riu va excavar jaciments paleolítics com la Cova del Valle (Rasines), cova de Hornos de la Peña i  El Castell, treballs aquests finançats per Albert I de Mònaco i l'Institut de Paléontologie Humaine de París.
Alcalde va participar en la fundació de la Reial Societat d'Història Natural juntament amb Lorenzo Serra i  Jesús Carballo.
A causa de l'esclat de la Primera Guerra Mundial Alcalde del Río va abandonar l'activitat arqueològica. Amb la retirada d'Alcalde i la paralització dels treballs de l'Institut de Paléontologie Humaine, la investigació prehistòrica a Cantàbria va quedar pràcticament paralitzada fins molt avançats els anys 50 del segle xx.